# 北斗晶
北斗 晶（ほくと あきら、1967年〈昭和42年〉7月13日 - ）は、日本のタレント、元女子プロレスラー、実業家、女優、芸能プロモーター、YouTuber。株式会社健介オフィス所属。本名、佐々木 久子（ささき ひさこ）、旧姓・旧リングネームは宇野 久子（うの ひさこ）。埼玉県北葛飾郡吉川町（現：埼玉県吉川市）出身で、2024年現在も同市在住。血液型O型。2男の母。70kg（2019年2月時点）。長男の妻は女子プロレスラーの凛。
現在は、元男子プロレスラーで、タレントの佐々木健介の妻であり、マネージャーでありセコンドであり、健介オフィス代表取締役でもある。愛称は本名の久子に由来してチャコ。リングネームの由来は『ウルトラマンA』の北斗星司と尊敬する男子レスラー前田日明から。レスラーとしての愛称はデンジャラス・クイーン。レスラー引退後は、鬼嫁の愛称で知られる。
なお、現役時代は自称身長が169cmだったとのことで、プロフィールなどの公表身長は170cmとしていたと後に語っている。

## 経歴

### プロレス界入り前
1967年7月13日、吉川町の農家で生まれる。 3姉妹の次女として誕生。
吉川市立東中学校を卒業後、ソフトボール推薦で神田女学園高等学校へ進むが、全日本女子プロレスのオーディションに合格後、中退した。

### 全日本女子プロレス時代
1985年6月12日、札幌中島体育センターにおける岩本久美子（後のグリズリー岩本）戦で全日本女子プロレスよりデビュー。入門当時は当時の本名・宇野久子をそのままリングネームにしていた。当時、デビュー時代から連戦連勝で、デビューからの連勝記録を保持していた。同年の12月12日新人王決定トーナメントでは、仲前芽久美に準決勝戦で時間切れ判定勝ち、同日決勝戦では坂本あけみに敗北し惜しくも準優勝、年末の女子プロレス大賞では（最優秀）新人賞となった。前田日明似のボーイッシュなルックスから、多くの女性ファンも獲得し、大人気だった。
1986年3月、大阪城ホール大会で先輩のコンドル斉藤が保持する全日本ジュニア王座を奪取。同期では最も早い戴冠だった。
1987年、当時保有していたWWWA世界タッグ王座（パートナーは堀田祐美子）の初防衛戦(対 小倉由美＆永堀一恵組)で、小倉由美の仕掛けた、ロープ2段目からのツームストン・パイルドライバーを受けた際に首の骨を折る重傷を負い、以後長期欠場を余儀なくされる。骨折した部分は頚椎の周りの部分であり、回復するまでの数か月間はベッドに寝たまま首を動せない状態であったため、かなり辛かったと復帰後のインタビューで語っている。担当医からはレスラーからの引退を勧められたが、本人のプロレスを続けたいという強い意思とファンからの後押しで復帰（ただし、医者からは「復帰したら30歳過ぎには後遺症で体が動かなくなる可能性もある」と忠告されている）。1988年には同期の鈴木美香（みなみ鈴香）と海狼組（マリン・ウルフ）を結成し、リングネームを北斗晶に変更。1989年3月1日に『颱風前夜（The Eve of Fight）』で歌手デビューしている。
1990年代に入ると、2年後輩の豊田真奈美から「北斗、お前は1度も私に勝ってないんだからなあ」と言われて激怒。豊田、山田敏代ら昭和62年入門組との世代対決が開始され、女子プロレスの質は飛躍的に高まり、男性ファンが大挙して会場に押し寄せるようになる。1992年にヒールに転身し、三田英津子と『猛武闘賊（ラス・カチョーラス・オリエンタレス）』を結成（のち下田美馬が参加）した。
1993年から1997年にかけての団体対抗戦時代に北斗は全女を背負って闘い、LLPWの神取忍と血みどろの抗争を繰り広げてデンジャラスクイーンと呼ばれるようになる。後に神取との試合の契機を聞かれると、「プロレス観が決定的に違った。（客を楽しませる事やプロレスを楽しむ事に拘る自分に対して）格闘技として単純に強くなる事だけを考えてた神取が許せなかったんだと思う」と述べている。試合後の毒舌マイクパフォーマンスも人気を呼んだ。また、国内の活動と並行して覆面レスラー「レイナ・フブキ」のリングネームでメキシコのEMLLでも活躍したが、長期欠場に追い込まれた首などの度重なる負傷が響き、悲願だったWWWA世界シングル王座には手が届かなかった。

### 結婚、そして引退
アントニオ猪木の主導により北朝鮮で行われたスポーツと平和の祭典で健介と出会い婚約。1995年6月4日、健介と結婚した後にフリーとなり、WCWを経て1996年、GAEA JAPANに入団。1998年に長男を出産、一時リングを降りていたが翌年に復帰を果たし、団体内グループであるT.NDS（チームノストラダムス）および卑弥呼を結成し、日本初のママレスラーとなった。
その後、親友であり自身と同じく幼い子を持つ女性が亡くなったことがきっかけで引退を決意し、2002年4月7日、横浜文化体育館の長与千種・浜田文子組戦（パートナーは里村明衣子）において現役を引退。

### 「鬼嫁」キャラのマネージャー・タレントとして
引退直後は主婦業に専念していたが、2003年のWJプロレス退団後苦労する夫・健介を支えるべく、健介のマネージャー役としてプロレス界に復帰、健介の復活を支えた（2004年には、健介officeが発足）。また「埼玉の主婦の喧嘩」と称して全日本プロレスで試合をすることもある。
バラエティ番組などで人気があり、テレビ出演も増加。2007年5月からは自身の冠番組『北斗晶の鬼嫁運動記者倶楽部』→『北斗晶の鬼嫁運動記者倶楽部 勝ちグセ。』（2009年12月26日終了）にレギュラー出演した。
2005年11月15日に健介officeを株式会社化し、代表取締役社長として会社経営に携わることとなった。プロレス興行とタレントマネジメントを兼ねた会社として運営している。
2010年にあっては、ギャルママ雑誌『I LOVE mama〔アイラブママ〕』と味の素の共同企画によるケータイサイト『mamaごはん』のテレビコマーシャルに登場。木口千佳、大工原里美、日菜あこという3名の『ギャルママモデル』らと並んでの出演となったこのテレビCMは、同年の6月から全国放映が始まっている。
2012年、NHKドラマ10『シングルマザーズ』での演技について、TOKYO MX『5時に夢中!』にて岡本夏生・内藤聡子とふかわりょうが大女優と評した。
2013年2月12日、自身のブログで右膝後十字靭帯損傷、右膝前十字靭帯損傷の治療のため、休業すると公表した。右膝の靭帯が切れているため、左脚から靭帯を移植して、再建手術を2月中におこなう。入院は1〜2か月になる予定で、復帰までは3か月ほどとの診断が出ている。本人曰く、「休業期間は蓋を開けてみないとわからないが、1年間の休業と言うことはないです」と報道内容を一部否定した。
2013年5月21日放送の『5時に夢中!』にて復帰した。

### 乳がんとの闘病
2015年9月23日、乳がんで入院、右胸全摘手術をする事を明らかにした。
9月24日に右乳房全摘出手術を受け、29日に腋窩（腋の下）リンパ節まで転移したがんを取り除いた手術で、腋窩神経も取ったことも公表した。

## 戦歴
数々の名勝負を残してきた北斗だが、全女時代は、万全な体調でタイトルマッチを迎えることがほとんどなく、何かしらの怪我を抱えたまま強行出場することが多かった。手負いの北斗が必死に戦いを挑んでいく姿は、見る者を少なからず感動させた。特に二年先輩のブル中野、一年後輩のアジャコングたちとの絡みでは、クラッシュ引退後の苦しい時期を支えてきたお互いに対する思い入れの深さがひしひしと伝わってくる、情念がぶつかり合う死闘を生み出すことになった。
1990年
- 6月17日、ジャパングランプリ'90のワンデートーナメント1回戦で2年後輩の豊田真奈美と対戦。押し気味に試合を進めた北斗だったが、場外へのプランチャをかわされた際に右ヒザがフェンスに直撃。北斗は歩行不能の状態ながら試合続行を訴えたが、右ヒザの裂傷が中の骨が見えるほど深かったためドクターストップ負け。豊田はこの後決勝で堀田祐美子を破り初優勝、明暗が分かれた。

1991年
- 1月11日 川崎市体育館で豊田が保持するオールパシフィック選手権に挑戦。後輩相手ではあるが同王座への初挑戦であった。北斗は1月4日のWWWA世界シングル選手権試合でブルに挑戦した際に右腕を怪我し、筋肉が切れて石膏ギプスで固めた状態であった。前年のジャパングランプリ'90のリベンジもかかっていたが、片手一本での挑戦には限界があり、豊田に開始早々ギプスを外され、腕を極めにかかられた。セコンドにはタオルを持った海狼組のパートナーみなみ鈴香が、今か今かとタオルを投げ込もうとしていたが、北斗は拒否。最後は見かねた同期の堀田がタオルを投げ込み、TKO負け。試合後、みなみが挑戦を表明した。
- 3月17日 後楽園ホールのセミファイナルでアジャ・コングと時間無制限一本勝負のシングル・マッチ。1月の豊田戦でも責められた右腕は完治しておらず、アジャのパワーファイトの前に10分31秒で完敗。対戦後、アジャは北斗に共闘を提案するが、北斗は受けなかった。

1992年
- 7月15日 大田区体育館でブル中野の保持するCMLL選手権に挑戦。この時も、みぞおちの下の肋軟骨を2本、亀裂骨折しており、痛み止めを打っての強行出場で「これが最後のリングになるとしてもがんばって立ち上がる」と悲愴な覚悟で臨んだ一戦であった。
  - 試合前には下田美馬がセコンドに付く（＝弟子入りする）ことを直訴し土下座。これが3人でのラス・カチョーラス・オリエンタレス結成のきっかけとなった。
  - 試合は一進一退の攻防が続いたが、全盛期にあったブルのパワーと怪我の影響で終始押され気味であった。ノーザンライト・ボムや変形パイル・ドライバーでもブルを沈めることができず、最後はトップロープからのギロチン・ドロップを返したものの、ブルがムーン・サルトに入るところで三田と下田がリングインしてブルを止め北斗をかばい、リング・ドクターを招き入れた。様子をチェックしたリング・ドクターが「痛み止めを打って試合に送り出したが、もう限界で、これ以上は選手生命にかかわる」と試合を止めた。
  - 試合直後に北斗は涙を流しながら、「誰が止めたんだよ・・・誰が止めたんだよ!いつもそうじぇねえか・・・いつもそうじゃねえか!そのベルトが欲しいよ・・・どうしても欲しいよ。延長さしてくれ・・・延長さしてくれ!」とアピール。ブルは即座にマイクをとり、北斗に指を差しながら、「お前プロレス好きなんだろ？好きなんだろプロレス!だったらよくなってからもう一回挑戦してこい。今じゃ駄目なんだよ・・・自分の体、大切にしろ!」と返した。

1993年
- 4月2日 横浜アリーナで開催された夢のオールスター戦のセミファイナルで、LLPWの神取忍と対戦。昨年以来の遺恨、記者会見での乱闘騒ぎなどですでにボルテージは最高潮に達していたが、試合はそれを遙かに上回る凄惨な血みどろの戦いとなり、対抗戦時代史上、そして日本の女子プロレス史上でも屈指の名勝負となった。
  - 開始早々、双方挑発しあう中、北斗が神取の左頬に右ストレートを放ち、神取が昏倒。北斗はすかさずマイクを取り「おい神取、てめえの実力ってのはそんなもんか!立ってみろ!起き上がれ!」と叫んだ。これに逆上した神取は即座に北斗の左肩を脇固めで破壊。腕が直角に曲がったまま、北斗は戦闘不能に陥りかける。
  - さらに場外戦で、実況席の机の上でツームストーン・パイル・ドライバーを放とうとした北斗を神取が切り返してパイル・ドライバー。北斗は脳天からもろに落ち、机が円形に陥没。双方が大流血した後も延々と凄惨な戦いが続き、北斗のノーザンライト・ボム、神取の逆ノーザンライト・ボムでも決まらない。最後はグーパンチでの殴り合いになり、クロスカウンターから北斗が神取に覆い被さって、30分37秒、北斗がフォール勝ちを収めた。
  - 試合終了後、神取は短く「おいっ、これで終わりじゃねえぞ」と言い捨ててリングを後にした。血まみれの北斗は座り込んだまま再びマイクをとり「神取ッ、聞こえるか？お前は、プロレスの心がない!プロレスは、プロレスを愛する者にしかできない!柔道かぶれのお前に負けてたまるか!」と叫んだ。
  - この試合をメイン・レフェリーとして裁いたのは全女の松永兄弟の一人、松永俊国であった。普段は一線を引いていた俊国は、ここぞという大一番のみにレフェリーとして登場することになっており、全女サイドがこの試合をいかに重く見ていたかがうかがえる。
- 10月9日 東京ベイNKホールで開かれたレッスル・マリンピアード'93のメインイベントで、アジャコングと対戦。当初はアジャの保持するWWWA世界シングル王座を賭けたタイトルマッチであったが、手術して2週間、全治3か月と診断され、神経に刺さっていた半月板を半分切除した左膝、さらに右足の十字靱帯が切れ、背骨が2本折れていたという最悪に近いコンディションであった北斗は試合前に、タイトルマッチを辞退したいと発言、アジャも快くそれを認め、その代わりこれぞ全女という試合を見せると観客に約束した。こうしてノンタイトル戦となった試合はやはり北斗の膝がまともに動く状態ではなく、途中でリング・ドクターがチェックに入るほどの厳しい試合展開となったが、空中技など惜しげもなく繰り出し、最後は19分30秒、アジャの雪崩式水車落としに敗れた。このタイトルマッチ返上事件が、翌年の東京ドームでのアジャ戦の伏線となっていく。

1994年
- 11月20日 東京ドームで開催された「憧夢超女大戦」興行におけるV☆TOP WOMAN日本選手権トーナメント（優勝賞金1500万円）での戦いを最後に引退すると表明。ただしトーナメントに優勝した場合は、引退を撤回するかもしれないとも発言していた。
  - 1回戦ではLLPWのイーグル沢井と対決。イーグルはいきなりサンダーファイヤー・パワーボムを放つなどラッシュをかけたが、11分8秒、ノーザンライト・ボム2連発で退ける。
  - 準決勝ではFMWのコンバット豊田と対戦。コンバットは机をリング内に持ち込むなどラフファイトで一気に攻め込むが、机攻撃に失敗、これが仇となったコンバットを、ノーザンライト・ボムで破る。
  - メインイベントとなる決勝では豊田真奈美、ダイナマイト・関西を破って勝ち上がってきたアジャコングと対戦。静かな立ち上がりだったが、アジャがトペの際にトップロープに足を引っかけて右膝が外れてしまい、片足同然の状態での戦いとなった。滅多に怪我の部位を痛がらないアジャが悲鳴を上げるほどの重傷で、試合続行は不可能に近く、ちょうどNKでの試合と立場が逆転した。しかし、アジャは驚異的な根性で立ち向かい、試合を作っていく。20分を越える死闘は、ノーザンライト・ボム3連発で北斗が勝利。
  - 勝った北斗は茫然自失、敗れたアジャはWWWAのベルトを北斗に差し出し、号泣しつつ「このベルトは、あなたのものです。あなたと、このベルトを賭けるために、NK（1993年10月9日）から1年やってきました。このベルトは、あなたのものです。」とマイク・アピール。北斗は下を向いたまま言葉を発することなく、静かに涙を流していたが、やがてマイクを取り、「アジャ・・・いつもよぉ、生意気なこと言ってんのによぉ、なんでこんなときによぉ、言葉が見つからねえんだよ。だけど、この赤いベルトは、アタシのもんじゃない・・・これはアジャのもんだよアジャ（アジャは激しく泣きながらかぶりを振る）。もう一回巻いてみせてくれ（ここでアジャはさらに号泣）、アタシが唯一取れなかったベルト、巻いてみしてくれ」と言って、赤いベルトを座り込んでいるアジャに強引に巻き付け、二人で抱き合って泣き続けた。最後に北斗は「お前ら、アタシのことがもっと見たいか!」と観客にアピール、観客が北斗コールで応えると、「来年、東京ドームがあるなら、その時に必ず戻ってくる!」と締めくくった[14]。

1995年
- 4月28日、29日 - 北朝鮮で行われた『平和のための平壌国際体育・文化祝典』に出場する（北斗の他の全女代表はブル中野、豊田真奈美、吉田万里子）。

1996年
- 2月 - 香川県・丸亀市民体育館大会でのタッグマッチを最後に、全日本女子プロレスを離れる。
- 9月 - GAEA JAPANに入団を表明。

1998年
- 3月15日 - この日の神奈川県・クラブチッタ川崎大会での試合を最後に、第1子の出産準備と子育てのために長期欠場に入る。

1999年
- 7月18日 - 後楽園ホール大会に来場。アジャコングに促されてリングに上がり、復帰を宣言する。
- 8月15日 - 後楽園ホール大会で復帰戦を行う。

2000年
- 5月5日 - 新日本プロレス・福岡ドーム大会のパワー・ウォリアーvsグレート・ムタのIWGPヘビー級選手権でパワーのセコンドとして参戦。試合前に松葉杖を凶器にし襲いかかったムタに対して反撃のノーザンライトボムを決める。

2002年
- 1月 - 後楽園ホール大会で現役引退を表明する。
- 4月7日 - GAEA JAPANの横浜文化体育館大会で引退試合を行う。北斗は里村明衣子と組んで、長与千種・浜田文子組と対戦し、ノーザンライトボムで浜田からフォールし有終の美を飾る。

## 人物
- 実家は、十数代続く農家。
- スペイン語が堪能であり、プロレス修行でメキシコに留学していた経験があり、現地の生活を通してスペイン語を身につけたという。自身のブログでは、「日常生活に困らない程度には話せる」と語っている。
- 従弟にお笑いコンビ・げんき〜ずの宇野けんたろうがいる。
- プロレスラーになる以前はブル中野のファンで、私設のファンクラブを作り、『週刊プロレス』に会員募集の投稿をしたことがあり、全女時代は先輩後輩、ライバルの間柄ではあったがプライベートでは中野を『ブルちゃん』、『ブル公』と呼び、親友の一人として非常に仲がよかった。ダンプ松本には新人当時から現在まで『宇野ちゃん』と呼ばれて可愛がられていて、北斗も『アウさん』と呼び、姉の様に慕っている。
- 新人時代地方遠征先の札幌で更衣室の窓が透けていて、そこから覗き込んだ男たちを追い、逆に殴り関われて軽く当たったので、顎をカウンターして骨折させ、自分も右手が複雑骨折した。
- 手先が器用で、特技は裁縫。自分の竹刀を入れる袋も自作だった。ラス・カチョーラス・オリエンタレスのコスチュームも自ら型紙取りから始めて製作した[15]。かつて洋服・雑貨店「シルバーベルドリーム」を経営していたこともある。
- 料理も上手で、テレビ番組で料理の腕を披露することも多い、東海テレビ制作の特番『アイアン主婦グランプリ芸能人妻No.1決定戦』で優勝になったこともある。レシピ本の執筆もしている。
- 地元の吉川市に建てた佐々木夫妻の豪邸は、ギリシャ風円柱やロココ調家具といった強烈なセンスに満ちており、頻繁にメディアに取り上げられている。健介の話では、純和風の豪邸を建てたかったが、案はほぼ全て却下され、庭に松の木を一本植えさせてもらったのみに留まった。
- 先にあげたレシピ本以外にも、いくつかの著書がある。結婚前のヒールレスラーとして、結婚後のママさんレスラーとして、そして夫とともに戦う力強い女性としての立場の変遷の中で刊行されてきたが、どれも彼女の率直な語り口を反映したものとなっている。
- 近藤真彦の大ファンで、映画『ハイティーン・ブギ』のヒロインオーディションに申し込んだことがある。
- 首の骨を骨折した際には、前述の通り復帰はおろか日常生活への大きな影響も心配されたが、約1か月で完治。後にテレビの企画で骨密度測定の企画に出演した際には、このエピソードを交え「鉄人以上・骨密度測定不能（濃すぎて）」という結果が紹介された。
- 女子選手として、グレート・ムタと対峙したことのある唯一の選手である。奇襲でノーザンライトボムを喰らわせるも、毒霧の反撃を喰ってしまった。
- 1994年11月18日分の『北斗晶のオールナイトニッポン』にて、自身の一番好きな曲に森口博子の『ETERNAL WIND〜ほほえみは光る風の中〜』を挙げていた。この事は後に森口本人にも直接伝えている[16]。
- 以前メキシコにプロレス留学していて現地でチャンピオンになってしまったことから[17]、若い頃は日本とメキシコを行き来していた[18]。また、メキシコで生活する上で必須であるため、スペイン語を覚え、スペイン語による会話も日常で困らない程度で出来る[19]。
- 引退してからは女子プロレスとの関わりはほとんど持たなかったが、2010年に『笑っていいとも!』内でJWPの新人選手のリングネームを「ムーン瑞月」と名づけた。ちなみにムーンのデビュー戦の相手は、海狼組のパートナーだったみなみ鈴香にリングネームが由来するみなみ飛香（ひかり）であった。
- 日本テレビ系『私の嫌いな有名人 実名で発表するぞ!SP Part2』（2012年1月16日放送）で、嫌いな有名人はかつて付き人を務めていた先輩の長与千種と答え、理由は新人時代に北斗が用意したテーピング代を払わなかったのと、自身の引退時に必殺技を託したのに一度も使ってもらえずにいた事だった。その後に長与本人が登場し、必殺技は北斗に使うつもりで、大事なモノはなかなか出せないと語った。それを聞いた北斗は感動のあまり号泣した[20]。
- 2012年4月15日にハッキング被害に遭っていたことがカード管理会社からの連絡で判明。履歴によると同日午前にアメリカで3回に渡って買い物されていた。北斗はクレジットカードの管理が甘かった事を反省することを前置きして「とっ捕まえてボコボコにして健介のラリアット100発食らわしてやりたい」と16日付のブログで綴っている[21][22][23]。
- 2015年、池袋サンシャインシティで開催される「ウルトラマンフェスティバル2015」のオフィシャルサポーターに就任。内覧イベントにおいて、自身のリングネームの由来となった「ウルトラマンA」との対面を果たした[3][4]。
- 2022年時点では二人の男児がいるが娘もほしかったと思っており、結婚した長男の嫁ができて母娘みたいに一緒にいられることが嬉しいと述べている[24]。2023年8月9日、初孫となる女児が誕生。[25]

## 得意技

### フィニッシュ・ホールド
ノーザンライト・ボム／北斗ボム（佐々木健介参照）
自身が開発した代表的なフィニッシュ・ホールド。
後に健介に伝授し、改良した形で健介もフィニッシュ・ホールドとして用いた。引退に際して長与にも伝授している。
DQボム（デンジャラスクイーン・ボム）
ドクター・ボムとほぼ同型。
やや旋回式で放つことが多かった。
ノーザンライトハーレーTS
ダブル・チキンウイングの体勢から、さらに抱え式バックドロップ・ホールドの形で投げ固めるオリジナル・ホールド。
奥の手的な隠し技で使用頻度は少なく、成功率も高くはない。
名称不明
投げっぱなし式ノーザンライトハーレーTSと言えるオリジナル・ホールド。
正式な技名はついていないが、全女時代からチェンジ・オブ・ペース、フィニッシュへの布石として使用されている。
フィッシャーマン・バスター
ノーザンライト・ボム封印宣言後、それに代わるフィニッシュ・ホールドとして使用された。
しかし、短命に終わりフィニッシュ・ホールドとして定着することはなかった。
高速パイルドライバー
持ち上げて落とすまでが非常に早いドリル・ア・ホール・パイルドライバー。
危険度が高く、ビッグマッチや潰し合いのような試合でしか見せていない。
ストラングルホールドγ
ノーザンライト・ボムのお返しとして健介から伝授された。
手足が長く、下半身が細めの体型の北斗では極まりが悪いと解説されることもあった。

### 関節技
サソリ固め
長与が女子プロ界に持ち込んだ技で、長与の影響から使用。
ノーザンライトV（ビクトリー）
天龍源一郎の使用するWARスペシャルの状態から前転し、ブリッジを利かせ、首、肩を同時に締め上げる拷問技で、ポイズン澤田のキャトルミューティレーションと同型の技。ノーザンライト・ボムやノーザンライトハーレーTSと同時期に開発されたが、この二つとは異なり使用頻度は少ない。

### 打撃技
エルボー
バックエルボー
エルボー・スタンプ
ナックルパンチ
張り手
代表的な打撃技。時にナックルも使用した。
頭をわし掴みにして観客にアピールしてから仕掛けるムーブも得意としていた。
逆水平チョップ
チョップ・スマッシュ
ラリアット
スピンキック
主にロープカウンターで使用。
延髄斬り

### 飛び技
トペ・コンヒーロ
主にコーナーポストから放つタイプを使用。
日本の女子レスラーでは元祖とされ、フォームの美しさから名手に数えられる。
プランチャ・スイシーダ
コーナーポストから放つタイプで使用。
ミサイルキック
正面飛び式で使用。
若手時代らの得意技のーつ。
大一番の試合ではコーナーポストから場外に向かって放つタイプも使用している。
上記の技以外にも、一時期ダブルアームDDTや変形タイガードライバー（三沢光晴が使用したタイガー・ドライバー'91と同型の技）などの大技も使用していたが、対戦相手を負傷させてしまったことから、以降使用していない。

## タイトル歴
全日本女子プロレス
- WWWA世界タッグ王座
- オールパシフィック王座
- 全日本ジュニア王座

WCW
- WCW世界女子ヘビー級王座

CMLL
- CMLL世界女子王座

GAEA JAPAN
- AAAWタッグ王座

プロレス大賞
- 1994年度 特別賞
- 2004年度 話題賞

## 入場テーマ曲
- Young Soldier（新人から海狼組時代に使用）
- Oro De Ley / LUIS MIGUEL（SENTIMENTALに収録）
- La pachanga / Vilma Palma e Vampiros（レイナフブキのテーマ曲）

## メディア出演

### テレビ番組
- 太田光の私が総理大臣になったら…秘書田中。（日本テレビ） - 不定期出演
- 5時に夢中!（TOKYO MX） - 火曜日コメンテーター（2006年4月 - ）
- ド短期ツメコミ教育!豪腕!コーチング!!（テレビ東京）
- 北斗晶の鬼嫁運動記者倶楽部（広島ホームテレビ）
- 中居正広の金曜日のスマイルたちへ（TBSテレビ） - 「ひとり農業」に出演。まれにスタジオ出演。
- 知りたがり!（フジテレビ） - 「知りたがりすと」の1人として不定期出演。
- シルシルミシルさんデー（テレビ朝日） - 家族4人で食べ放題企画などに不定期出演。まれにスタジオ出演。
- あさチャン!（TBSテレビ） - 金曜「超簡単おかずレシピ北斗ゴハン」担当（2015年4月 - 2017年3月）。途中、乳がんの手術で1年間出演を休止していたが、2016年11月30日に復帰した[26]。
- おびゴハン!（TBSテレビ） - 第2期MC（2017年4月 - 2019年3月）
- チャント!（CBCテレビ） - 水曜日コメンテーター

### テレビドラマ
- 刑事部屋〜六本木おかしな捜査班〜 第8話 デカ失格誤認逮捕vsアリバイ（2005年9月7日、テレビ朝日） - 前川の妻 役
- ブスの瞳に恋してる 第4話 好き! でも好き!（2006年5月2日、フジテレビ系） - 女子プロレスコーチ・コンドル真弓 役
- 夢の見つけ方教えたる! 第1弾（2008年3月8日、フジテレビ・土曜プレミアム） - 佐古昭典の母 役
- 佐々木夫妻の仁義なき戦い 第10話 涙の法廷!! 夫婦の愛よ永遠に…（2008年3月23日、TBS・日曜劇場） - 保護者・佐々木の妻 役
- こちら葛飾区亀有公園前派出所 第1話（2009年8月1日、TBS） - 六西会の女性 役
- オニコオニママ（ネットアニメ）（2010年1月27日 - 2月3日、フジテレビオンデマンド・ミュードラ）
- サザエさん 3・4（2011年1月2日・2013年12月1日、フジテレビ） - 穴子の妻 役
- シングルマザーズ（2012年10月23日 - 12月18日、NHK・ドラマ10） - 斎藤久美 役
- 僕らプレイボーイズ 熟年探偵社 第7話 30年連れ添った妻が浮気?!（2015年9月4日、テレビ東京・金曜8時のドラマ） - 小松弥生 役
- パラレル東京（2019年12月2日 - 12月5日、NHK・NHKスペシャル） - スタジオゲスト
- ひきこもり先生 シーズン1 第1話・第5話（2021年6月12日・7月10日、NHK・土曜ドラマ） - 頼子（よりこ） 役

### 映画
- 嗚呼!!花の応援団（1996年11月9日公開、ガイズフィルム）監督:高瀬將嗣 [27]
- 毎日かあさん（2011年2月5日公開、松竹）監督:小林聖太郎 - 稗田 役 [28]
- 老後の資金がありません!（2021年10月30日公開、東映）監督:前田哲 - 松平美和 役 [29]

### テレビアニメ
- 佐々木とピーちゃん（20124年1月5日 - 3月22日、AT-X） - 居酒屋の女将 役（佐々木久子名義）

### CM
- 大日本除虫菊「金鳥・ティンクル」
- DMJえがお生活「ノニ濃縮ソフト」
- トヨタ自動車「残価設定型プラン」
- 味の素「mamaごはん」（2010年6月17日 - ）
- アメーバピグ（2010年10月18日 - ）
- 保険見直し本舗
- スズキ「キャリイ」（2014年1月下旬 - ） - 菅原文太、はるな愛と共演
- 明治「じゃがチーズ」（2015年6月 - ）
- タカラスタンダード（2022年10月 - ） - 夫・佐々木健介、土屋太鳳と共演。
- ハナマルキ「液体塩こうじ」（2023年4月 - ）[30]
- ディノス「nopa ファンデーション」
- プロクター・アンド・ギャンブル・ジャパン（2023年3月 - ）
  - レノア超消臭1WEEK
  - ファブリーズ W除菌+消臭 プレミアム - 道枝駿佑（なにわ男子）と共演。
  - ファブリーズ 速乾ジェット
- 大日本除虫菊「金鳥・ティンクル」
- DMJえがお生活「ノニ濃縮ソフト」
- トヨタ自動車「残価設定型プラン」
- 味の素「mamaごはん」（2010年6月17日 - ）
- アメーバピグ（2010年10月18日 - ）
- 保険見直し本舗
- スズキ「キャリイ」（2014年1月下旬 - ） - 菅原文太、はるな愛と共演
- 明治「じゃがチーズ」（2015年6月 - ）
- タカラスタンダード（2022年10月 - ） - 夫・佐々木健介、土屋太鳳と共演。
- ハナマルキ「液体塩こうじ」（2023年4月 - ）[31]
- ディノス「nopa ファンデーション」

## 書籍

### 写真集
- 北斗晶写真集 UNO（1994年11月17日、ムービック）撮影:山岸伸 ISBN 4896011201

### 著書
- 北斗晶自叙伝 血まみれの戴冠（1994年8月1日、ペヨトル工房 ウル叢書）ISBN 489342209X
- 猪木はどっちだ!!（共著者:ターザン山本）（1994年11月10日、ベースボール・マガジン社）ISBN 4583031599
- 北斗晶が嫌われる理由（1995年12月20日、ベースボール・マガジン社）ISBN 4583032668
- たたかう妊婦（1999年7月5日、メディアワークス/角川書店）ISBN 4840211671
- コラッ! 健之介（2000年12月22日、主婦と生活社）ISBN 4391124807
- 健介ファミリーの元気のもと。（共著者:佐々木健介 中嶋勝彦）（2005年4月1日、ベースボール・マガジン社）ISBN 4583038445
- 鬼嫁薬局（2005年6月30日、フィールドワイ）ISBN 4901722638
- 北斗晶の鬼嫁キッチン 食材根こそぎ!!使いっきりレシピ（2005年11月1日、日東書院）ISBN 4528014157
- 北斗晶の“鬼嫁流"子育て（2010年9月17日、扶桑社）ISBN 9784594062736
- 北斗晶の元気が出る熱血子育て相談（2015年9月1日、扶桑社 扶桑社文庫）ISBN 9784594073459
- TBSテレビ おびゴハン！ 北斗晶と有名シェフの厳選レシピ128品（共著者:TBS）（2018年6月18日、KADOKAWA）ISBN 9784048962858

### 関連書籍
- 北斗晶全記録（著者:ペヨトル工房）（1994年9月1日、ペヨトル工房 ウル叢書）ISBN 9784893422118
- 北斗晶さんちの愛情ごはん（著者:扶桑社）（2008年11月7日、扶桑社）ISBN 9784594605759

## 北斗晶を演じた女優
- MARU - 『消えた天才』（2019年1月3日、TBSテレビ）